# Ла Есперанза (Наволато)
Ла Есперанза (шп. La Esperanza) насеље је у Мексику у савезној држави Синалоа у општини Наволато. Насеље се налази на надморској висини од 9 м.

## Становништво
Према подацима из 2010. године у насељу је живело 7 становника.

### Хронологија
| Година       | 2000          | 2005 | 2010 |
| ------------ | ------------- | ---- | ---- |
| Становништво | 134 (77 / 57) | 10   | 7    |

### Попис
| # | Индикатор                     | Вредност |
| - | ----------------------------- | -------- |
| 1 | Укупно домаћинстава           | 63       |
| 2 | Укупно насељених домаћинстава | 2        |
| 3 | Величина локације             | 1        |